# Глицин
Глицинът е една от двадесетте канонични аминокиселини. Той е най-простата аминокиселина, като страничното му разклонение е един водороден атом. Кодиращите го кодони са GGU, GGC, GGA, GGG.

## Биосинтеза
Глицинът не е незаменима аминокиселина за човека и може да бъде синтезиран от аминокиселината серин, която на свой ред се синтезира от 3-фосфоглицерат – метаболит на гликолизата. В повечето организми тази трансаминазна реакция се катализира от ензима серин хидроксиметилтрансфераза, опериращ с кофактора пиродоксал фосфат:
| Серин |   | FH4 | серин хидроксиметилтрансфераза | серин хидроксиметилтрансфераза | Глицин |   | N5,N10-метилен тетрахидрофолат |
|       | + |     |                                |                                |        | + |                                |
|       | + | H2O |                                |                                |        | + |                                |
|       |   |     |                                |                                |        | + |                                |
| H2O   | + |     |                                |                                |        | + |                                |
|       |   |     |                                |                                |        | + |                                |
|       |   |     | серин хидроксиметилтрансфераза |                                |        |   |                                |

В черния дроб на гръбначните глициновата синтеза се катализира от ензима глицин синтаза (известен и като глицин-разделящ ензим). Реакцията е обратима и равновесна.:
| N5,N10-метилен тетрахидрофолат | глицин синтаза | глицин синтаза | Глицин |
|                                |                |                |        |
| CO2 NH+ 4 НАДН2                | FH4 НАД+       |                |        |
|                                |                |                |        |
| CO2 NH+ 4 НАДН2                | FH4 НАД+       |                |        |
|                                |                |                |        |
|                                |                |                |        |

Глициновите аминотрансферази могат да катализират синтеза на глицин от глиоксилат и глутамат или аланин. За разлика от останалите аминотрансферазни реакции, глициновите аминотрансферази силно облагоприятстват глициновия синтез. Важни пътища за образуване на глицин при бозайници са от холин и серин.
Комплексът, свързан с разграждането на глицин в чернодробните митохондрии, разгражда глицина до CO2 и NH+
4 и образува N5, N10-метилен тетрахидрофолат. Системата за разграждане на глицин се състои от три ензима и Н-протеин, който има ковалентно прикрепен дихидролипоилен остатък. При некетотична хиперглицинемия (рядко вроден недостатък в глициновото разграждане), глицинът се акумулира във всички тъкани на тялото, включително в централната нервна система. Дефектът в първичната хипероксалурия е неспособността да се катаболизира глиоксилатът, образуван при дезаминирането на глицин. Последващото окисление на глиоксилата до оксалат води до уролитиаза, нефрокалциноза, хипертония или смърт, вследствие на бъбречна недостатъчност. Дефект в бъбречната тубуларна реабсорбция причинява глицинурия.
В повечето белтъци глицинът е слабо застъпен, като забележително изключение прави колагена, който е изграден от над 35% глицин. Притежава най-късата странична верига (със само един водороден атом), което определя позицията и в молекулата на колагена – на местата на усукване на трите вериги, аминокиселинните радикали си пречат пространствено.
Глицинът участва в биосинтеза на хем, пурини, креатин и сакрозин.